# Elvin Bethea
Elvin Lamont Bethea (Trenton, 1º marzo 1946) è un ex giocatore di football americano statunitense, inserito nella Pro Football Hall of Fame nel 2003.

## Carriera
Elvin Bethea iniziò la sua carriera ad alto livello nel college football alla North Carolina Agricultural and Technical State University, divenendo poi il primo giocatore di questa università ad essere inserito nella Pro Football Hall of Fame.
Scelto nel Draft NFL 1968 al terzo giro dagli Houston Oilers, Elvin trascorse tutta la sua lunga carriera (16 stagioni) in questa squadra, collezionando numerosi record di squadra, tra cui il numero di partite giocate (210) ed il numero di partite consecutive (135, dal suo esordio nella prima partita del 1968 fino ad una partita del 1977 con gli Oakland Raiders, quando subì la frattura di un braccio).

## Palmarès
- Convocazioni al Pro Bowl: 8

1971–1975, 1978, 1979
- Second-team All-Pro: 4

1969, 1973, 1978, 1979
- Numero 65 ritirato dai Tennessee Titans
- Pro Football Hall of Fame (classe del 2003)